# Liste der Baudenkmale in Potsdam/J
Dieser Teil der Liste beinhaltet die Denkmale in Potsdam, die sich in Straßen befinden, die mit J beginnen. Der Stand der Liste ist der 31. Dezember 2020.

## Legende
In den Spalten befinden sich folgende Informationen:
- ID-Nr.: Die Nummer wird vom Brandenburgischen Landesamt für Denkmalpflege vergeben. Ein Link hinter der Nummer führt zum Eintrag über das Denkmal in der Denkmaldatenbank. In dieser Spalte kann sich zusätzlich das Wort Wikidata befinden, der entsprechende Link führt zu Angaben zu diesem Denkmal bei Wikidata.
- Lage: die Adresse des Denkmales und die geographischen Koordinaten. Link zu einem Kartenansichtstool, um Koordinaten zu setzen. In der Kartenansicht sind Denkmale ohne Koordinaten mit einem roten beziehungsweise orangen Marker dargestellt und können in der Karte gesetzt werden. Denkmale ohne Bild sind mit einem blauen bzw. roten Marker gekennzeichnet, Denkmale mit Bild mit einem grünen beziehungsweise orangen Marker.
- Bezeichnung: Bezeichnung in den offiziellen Listen des Brandenburgischen Landesamtes für Denkmalpflege. Ein Link hinter der Bezeichnung führt zum Wikipedia-Artikel über das Denkmal.
- Beschreibung: die Beschreibung des Denkmales
- Bild: ein Bild des Denkmales und gegebenenfalls einen Link zu weiteren Fotos des Baudenkmals im Medienarchiv Wikimedia Commons

## Baudenkmale
| ID-Nr.   | Lage | Bezeichnung | Beschreibung | Bild |
| -------- | --- | --- | --- | --- |
| 09155769 | Jägervorstadt Jägerallee 1 (Lage) | Villa von Haacke | Bauherr: Albert von Haacke, Königlicher Platzmajor Baujahr: 1847/48 Architekt: Ferdinand von Arnim oder Eduard Gebhardt | Villa von Haacke |
| 09155770 | Jägervorstadt Jägerallee 10-12 (Lage)                                                                                                  | Unteroffiziersschule | | weitere Bilder |
| 09157206 | Jägervorstadt Jägerallee 19 (Lage) | Gartenpavillon der Villa Tiedke | | [[Vorlage:Bilderwunsch/code!/C:52.400064,13.055701!/D:Jägervorstadt Jägerallee 19, Gartenpavillon der Villa Tiedke!/\|BW]] |
| 09155771 | Jägervorstadt Jägerallee 23, 23a, Voltaireweg 4, 4a-b, 6, 6a-d, Ulanenweg 2, 4 (Lage)                                                  | Kaserne des 3. Garde-Ulanen-Regiments mit Mannschaftsgebäude, zwei hintereinanderstehenden dreiflügeligen Stallanlagen mit je einer Reithalle, Stallgebäude und Schmiede                                                                                                   | Die Kaserne wurde in mehreren Teilabschnitten ab 1861/62 als Unterkunft des 3. Garde-Ulanen-Regimentes im normannischen Burgenstil errichtet. | weitere Bilder |
| 09155772 | Jägervorstadt Jägerallee 28, 29 (Lage)                                                                                                 | Villenensemble, „Kochsche Häuser“ | Bauherr: Friedrich Wilhelm Koch, Bildhauer, Stuckateur, Tonwarenfabrikant Baujahr: 1846/47 Architekt: Ludwig Ferdinand Hesse 1875 Erhöhung des Hauptgebäudes (Nr. 28) auf drei Vollgeschosse nach dem Entwurf des Maurermeisters Mangelsdorff und Anbau des dreigeschossigen Wohnhauses (Nr. 29). 1881 Aufstockung der nördlichen Straßenfront durch Mangelsdorff. Siehe auch: Weinbergstraße 41–43. | Villenensemble, „Kochsche Häuser“ |
| 09156576 | Jägervorstadt Jägerallee 30 (Lage) | Mietwohnhaus mit Vorgarten und Einfriedung | | Mietwohnhaus mit Vorgarten und Einfriedung |
| 09156163 | Jägervorstadt Jägerallee 36 (Lage) | Mietwohnhaus | | Mietwohnhaus |
| 09156577 | Jägervorstadt Jägerallee 38-40 (Lage)                                                                                                  | Mietwohnhäuser mit Vorgärten und Einfriedung | | Mietwohnhäuser mit Vorgärten und Einfriedung |
| 09156712 | Babelsberg Süd Jägersteig 4, 6 (Lage)                                                                                                  | Landhaus Volmer mit Einfriedung und Resten der Gartenanlage | | Landhaus Volmer mit Einfriedung und Resten der Gartenanlage |
| 09156837 | Nördliche Innenstadt Jägerstraße (Lage)                                                                                                | Straßenzug in der II. Barocken Stadterweiterung | | [[Vorlage:Bilderwunsch/code!/C:52.401028,13.055882!/D:Nördliche Innenstadt Jägerstraße, Straßenzug in der II. Barocken Stadterweiterung!/\|BW]] |
| 09155475 | Nördliche Innenstadt Jägerstraße 1 (Lage)                                                                                              | Bürgerliches Wohnhaus | Baujahr: 1786 Baumeister: Johann Rudolf Heinrich Richter (nicht gesichert) | Bürgerliches Wohnhaus |
| 09155476 | Nördliche Innenstadt Jägerstraße 2 (Lage)                                                                                              | Barockes Typenhaus einschließlich des zweiten linken Seitenflügels | | Barockes Typenhaus einschließlich des zweiten linken Seitenflügels |
| 09155242 | Nördliche Innenstadt Jägerstraße 3, 4 (Lage)                                                                                           | Knabenschule | | Knabenschule |
| 09155477 | Nördliche Innenstadt Jägerstraße 5 (Lage)                                                                                              | Barockes Typenhaus einschließlich des zweiten linken Seitenflügels | | Barockes Typenhaus einschließlich des zweiten linken Seitenflügels |
| 09155478 | Nördliche Innenstadt Jägerstraße 6 (Lage)                                                                                              | Barockes Typenhaus | | Barockes Typenhaus |
| 09155479 | Nördliche Innenstadt Jägerstraße 11 (Lage)                                                                                             | Wohn- und Geschäftshaus | | Wohn- und Geschäftshaus |
| 09155480 | Nördliche Innenstadt Jägerstraße 15 (Lage)                                                                                             | Mietwohnhaus | | Mietwohnhaus |
| 09155481 | Nördliche Innenstadt Jägerstraße 16 (Lage)                                                                                             | Bürgerliches Wohnhaus | | Bürgerliches Wohnhaus |
| 09155482 | Nördliche Innenstadt Jägerstraße 19 (Lage)                                                                                             | Barockes Typenhaus, aufgestockt | | Barockes Typenhaus, aufgestockt |
| 09155483 | Nördliche Innenstadt Jägerstraße 20 (Lage)                                                                                             | Barockes Typenhaus | | Barockes Typenhaus |
| 09155484 | Nördliche Innenstadt Jägerstraße 23 (Lage)                                                                                             | Bürgerliches Wohnhaus | Baujahr: 1781 Baumeister: Georg Christian Unger | Bürgerliches Wohnhaus |
| 09155485 | Nördliche Innenstadt Jägerstraße 26 (Lage)                                                                                             | Barockes Typenhaus, aufgestockt | | Barockes Typenhaus, aufgestockt |
| 09155486 | Nördliche Innenstadt Jägerstraße 27 (Lage)                                                                                             | Barockes Typenhaus | | Barockes Typenhaus |
| 09155487 | Nördliche Innenstadt Jägerstraße 28 (Lage)                                                                                             | Bürgerliches Wohnhaus | | Bürgerliches Wohnhaus |
| 09155488 | Nördliche Innenstadt Jägerstraße 29 (Lage)                                                                                             | Barockes Typenhaus, aufgestockt | | Barockes Typenhaus, aufgestockt |
| 09155489 | Nördliche Innenstadt Jägerstraße 30 (Lage)                                                                                             | Barockes Typenhaus, aufgestockt, einschließlich Hofbebauung | | Barockes Typenhaus, aufgestockt, einschließlich Hofbebauung |
| 09155490 | Nördliche Innenstadt Jägerstraße 31 (Lage)                                                                                             | Mietwohnhaus | | Mietwohnhaus |
| 09155491 | Nördliche Innenstadt Jägerstraße 32 (Lage)                                                                                             | Wohn- und Geschäftshaus | | Wohn- und Geschäftshaus |
| 09155492 | Nördliche Innenstadt Jägerstraße 35 (Lage)                                                                                             | Barockes Typenhaus | | Barockes Typenhaus |
| 09155493 | Nördliche Innenstadt Jägerstraße 36 (Lage)                                                                                             | Barockes Typenhaus, aufgestockt | | Barockes Typenhaus, aufgestockt |
| 09155494 | Nördliche Innenstadt Jägerstraße 37 (Lage)                                                                                             | Barockes Typenhaus, aufgestockt | | Barockes Typenhaus, aufgestockt |
| 09155495 | Nördliche Innenstadt Jägerstraße 38 (Lage)                                                                                             | Barockes Typenhaus | | Barockes Typenhaus |
| 09155496 | Nördliche Innenstadt Jägerstraße 39 (Lage)                                                                                             | Barockes Typenhaus | | Barockes Typenhaus |
| 09155497 | Nördliche Innenstadt Jägerstraße 40 (Lage)                                                                                             | Barockes Typenhaus | | Barockes Typenhaus |
| 09155498 | Nördliche Innenstadt Jägerstraße 41 (Lage)                                                                                             | Barockes Typenhaus | | Barockes Typenhaus |
| 09155499 | Nördliche Innenstadt Jägerstraße 42 (Lage)                                                                                             | Bürgerliches Wohnhaus, aufgestockt | Baujahr: 1785 Baumeister: Johann Rudolf Heinrich Richter vor 1883 aufgestockt | Bürgerliches Wohnhaus, aufgestockt |
| 09156193 | Jägervorstadt Johann-Goercke-Allee 1-16, Moritz-von-Egidy-Straße 1, 1ab, 2-10 (gerade), Voltaireweg 9, An den Gärten 1-8, 11-13 (Lage) | Garnisonlazarett mit Krankenpflegehaus (westlicher Block), Verwaltungsgebäude, Krankenpflegehaus (östlicher Block), Beamtenwohnhaus, drei mittleren Krankenbaracken, Wirtschaftsgebäude, Doppel-baracke, Billrothscher Baracke, Einfriedung sowie gärtnerischer Gestaltung | | [[Vorlage:Bilderwunsch/code!/C:52.408771,13.049928!/D:Jägervorstadt Johann-Goercke-Allee 1-16, Moritz-von-Egidy-Straße 1, 1ab, 2-10 (gerade), Voltaireweg 9, An den Gärten 1-8, 11-13, Garnisonlazarett mit Krankenpflegehaus (westlicher Block), Verwaltungsgebäude, Krankenpflegehaus (östlicher Block), Beamtenwohnhaus, drei mittleren Krankenbaracken, Wirtschaftsgebäude, Doppel-baracke, Billrothscher Baracke, Einfriedung sowie gärtnerischer Gestaltung!/\|BW]] |
| 09156706 | Babelsberg Nord Johann-Strauß-Platz 11 (Lage)                                                                                          | Landhaus Gugenheim | Das Haus wurde 1921–1922 durch den Architekten Hermann Muthesius für den Seidenfabrikanten Hans Gugenheim erbaut. | Landhaus Gugenheim |
| 09156261 | Babelsberg Nord Jutestraße 1 (Lage) | Wohn- und Geschäftshaus in der alten „Kolonie Nowawes“ | | Wohn- und Geschäftshaus in der alten „Kolonie Nowawes“ |